# Lac Soungoul
Le lac Soungoul (Сунгу́ль) est un lac de Russie situé dans l'oblast de Tcheliabinsk de l'Oural méridional, au sud-est du village de Vichnevogorsk, dans le raïon de Kasli, au pied des monts Vichnevye. 

## Étymologie
Le nom du lac proviendrait du tatar соңгы (songuy, dernier) et күл (koul, lac).

## Géographie
La superficie du lac est de 11,52 km2. La profondeur la plus grande est d'environ 8 m, la profondeur moyenne, de 2-3 m. Il se trouve à 233 m au-dessus du niveau de la mer.
En hiver, l'épaisseur de la glace peut atteindre un mètre. Le fond du lac est surtout boueux. Les berges sont abruptes, souvent escarpées, rocheuses, couvertes principalement de pins. Des canaux relient le Soungoul aux lacs Silatch, Kirety et d'autres du système de Kasli et d'Irtiach. Par la rivière Olkhovka, le lac Svetlenkoïe se jette dans le lac Soungoul (SPNA, monument naturel).
Il y a plus de deux douzaines d'îles sur le lac, dont les plus grandes sont Nikodime, Plechkani, Erchov, Malinnovye, Saplinov. En été, les îles sont des lieux de reproduction pour les mouettes, les hérons et les canards.

## Faune
Le lac est habité par des grands brochets, perches, carpes communes et caspiennes, des carassins, lottes, tanches, ides, corégones communs et corégones de Ladoga, ainsi que des vandoises. Une partie du lac est utilisée comme élevage piscicole pour les carpes.

## Sources de radon
Il y a des sources de radon à proximité du lac et les eaux du lac lui-même contiennent du radon. La boue (limon) et la tourbe du lac et des marécages adjacents contiennent du radium,. L'eau du lac est minérale-alcaline, légèrement salée.